# Südallee (Trier)
Die Südallee ist eine Innerortsstraße und eine Allee am Rande der Trierer Altstadt. Sie verläuft parallel zur Kaiserstraße vom Moselufer bis zu den Kaiserthermen und wird als Einbahnstraße nur in West-Ost-Richtung befahren. Sie ist Teil des Trierer Alleenrings und gehört zur Denkmalzone Grüngürtel, siehe dazu die Liste der Kulturdenkmäler in Trier-Mitte/Gartenfeld.

## Geschichte
Der Name der Straße leitet sich von ihrer Lage in der Stadt ab. Sie befindet sich nämlich am südlichen Rand der mittelalterlichen Altstadt von Trier und war daher bis ins 19. Jahrhundert hinein Teil der Trierer Stadtbefestigungsanlagen. Die Straße wurde bereits 1788 angelegt und mit Nussbäumen bepflanzt. Die heutige Anlage entstand 1886.

## Kulturdenkmäler
In der Straße befinden sich fünf Kulturdenkmäler, darunter die Barbarathermen und das Trierer Hallenbad aus den frühen 1930er Jahren, das bis heute in dieser Form genutzt wird. Zudem sind die Gebäude in der Südallee 30–32 Teil der Denkmalzone Eberhardstraße 1–57 (ungerade Nummern), 2–48 (gerade Nummern), Gilbertstraße 16, 17, 18, Nikolausstraße 34, Südallee 30, 31, 32, Weidegasse 1, 3, 5, 7, 9.
Während sich vier der Gebäude durch ihren historisierenden Baustil der Jahrhundertwende um 1900 auszeichnen, ist das Hallenbad hingegen ein Relikt des Bauhaus-Stils. Das bereits in den 1980er Jahren schon einmal umgebaute Hallenbad wurde im Juli 2016 erneut umgebaut und saniert.
Die Südallee liegt weiterhin in der Denkmalzone Grüngürtel. Hierzu  zählt die Bastion Südallee, auch Roter Turm genannt, ein nach 1540 erbauter Rondellturm und Rest der ehemaligen mittelalterlichen Stadtbefestigung.
Die Bühne, ein ehemaliger Zeitungskiosk, im Grüngürtel auf Höhe Neustraße gelegen, wurde 2009 von Studierenden der Studiengänge der Fachbereiche Architektur und Innenarchitektur der Hochschule Trier in einen Ausstellungsraum umgestaltet. Die Exponate sind von außen durch die Fenster sichtbar und damit unabhängig von Öffnungszeiten zu betrachten.

## Bilder

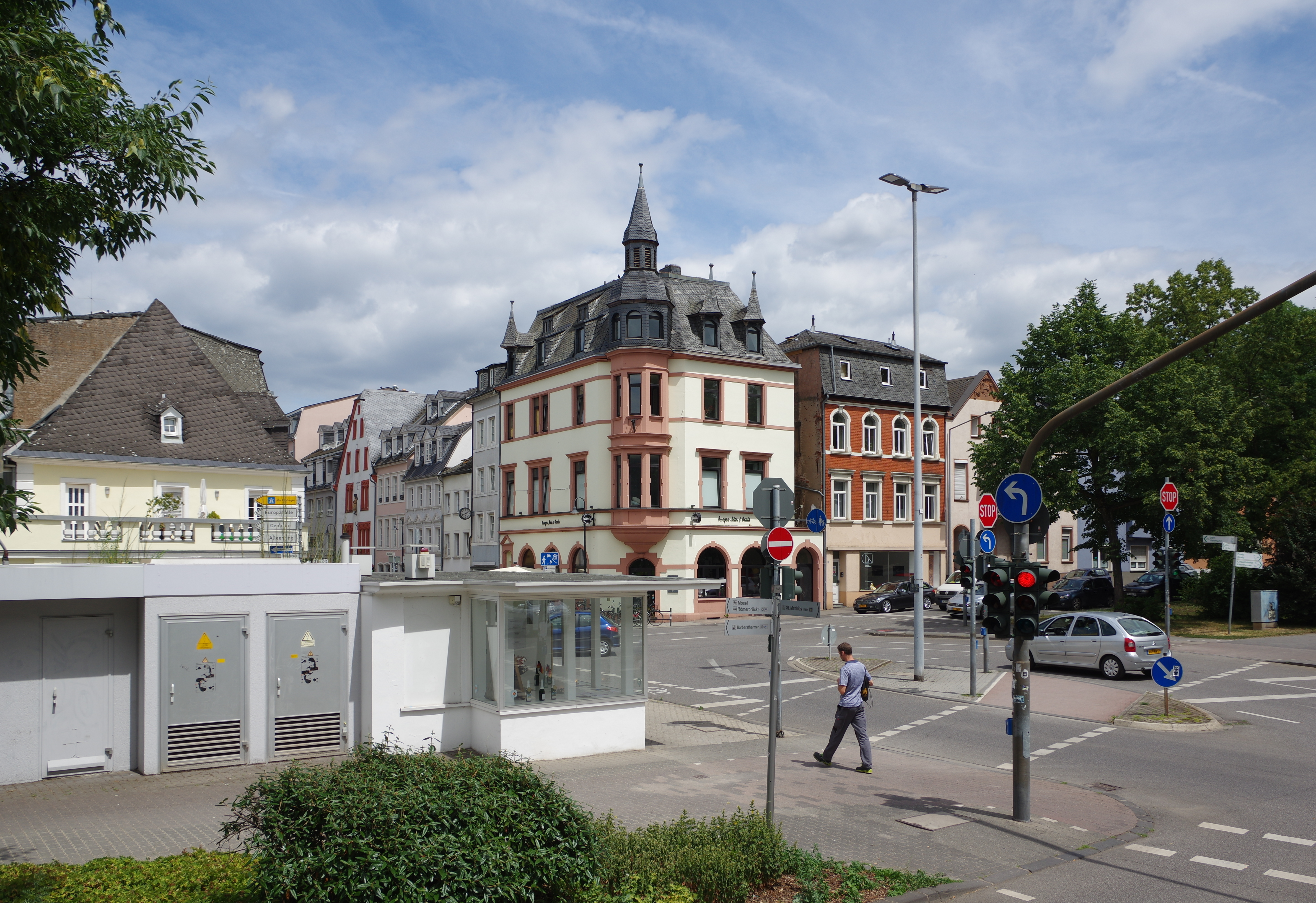
Kreuzung Südallee/Kaiserstraße
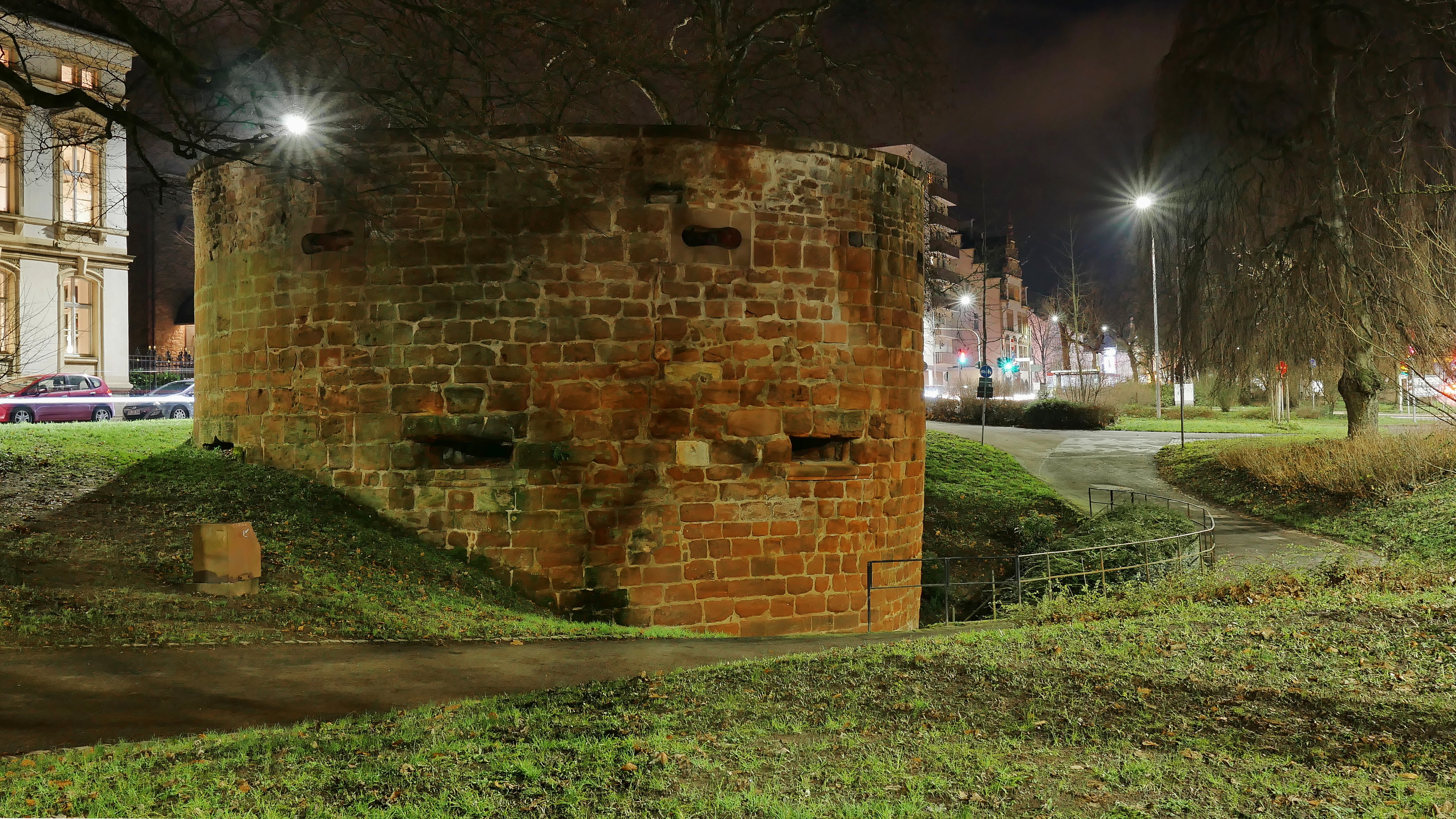
Roter Turm
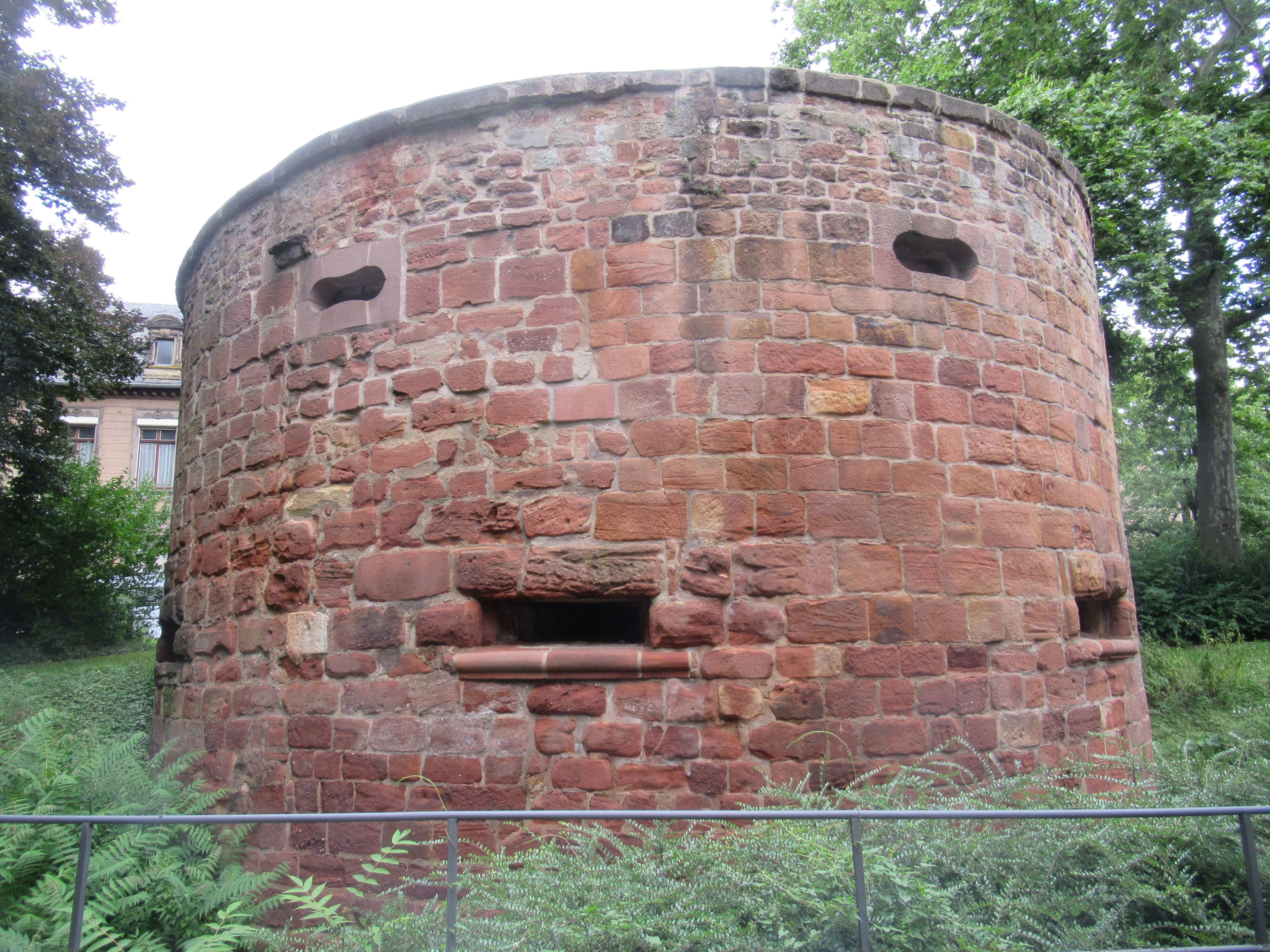
Bastion (Roter Turm)
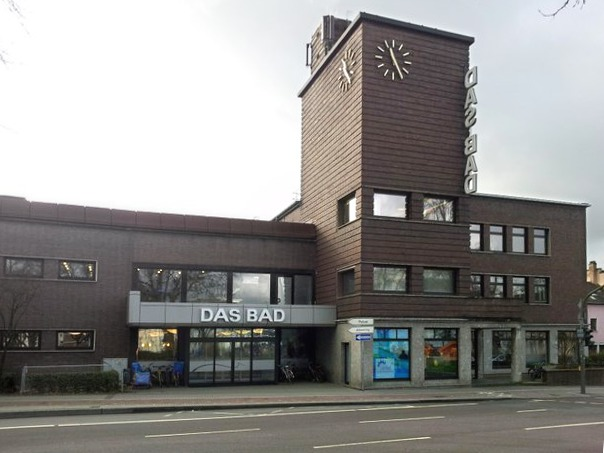
Hallenbad „Das Bad“
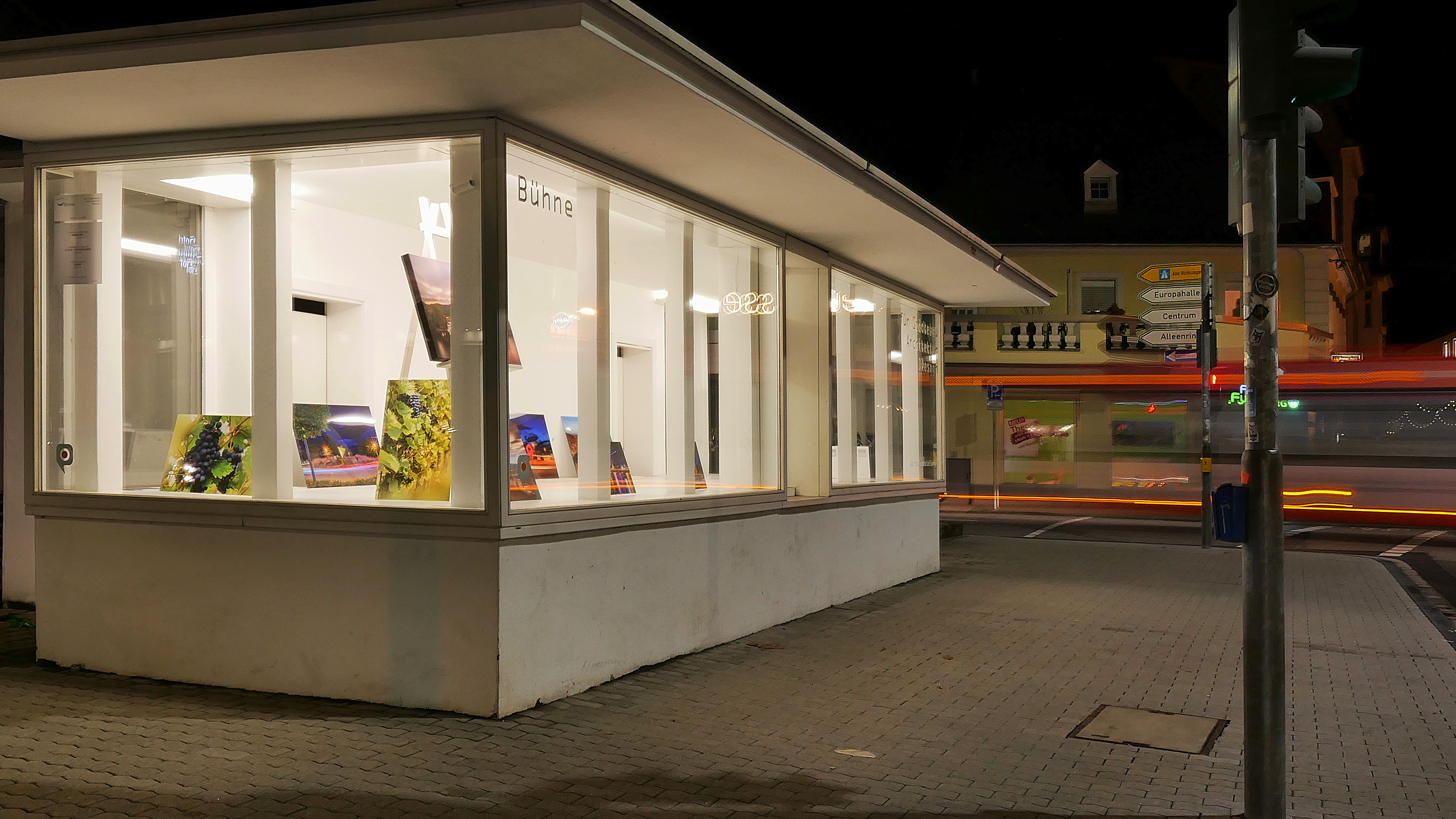
Kunst-Kiosk Bühne
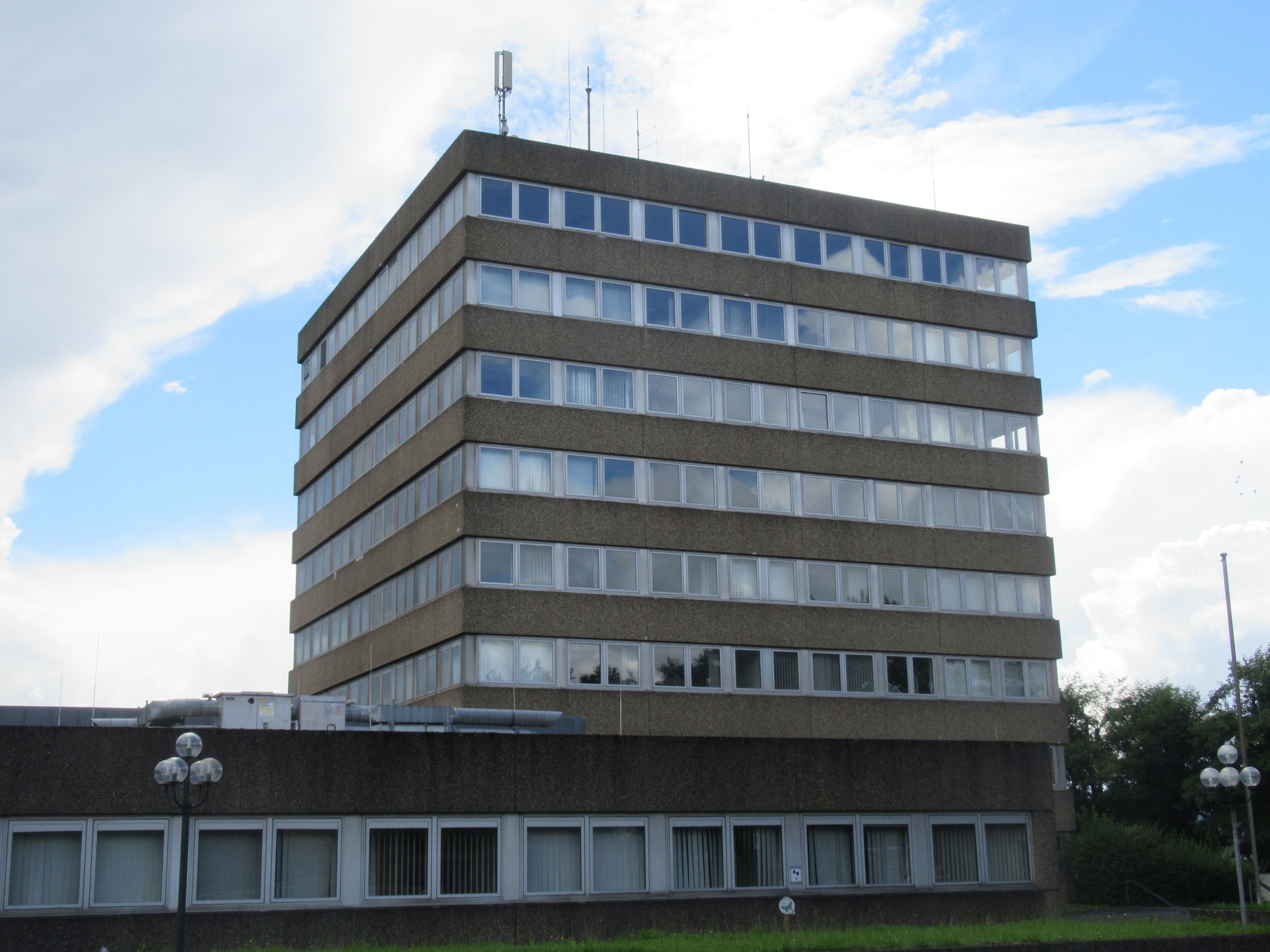
Ehemaliges Polizeipräsidium Trier